# Барбара фон Бранденбург-Ансбах-Кулмбах
Барбара фон Бранденбург-Ансбах-Кулмбах (на немски: Barbara von Brandenburg-Ansbach, 24 септември 1495 в Ансбах, † 23 септември 1552 в Карлсбад) е принцеса от Бранденбург-Ансбах от фамилията Хоенцолерн и чрез женитба ландграфиня на Лойхтенберг.
Тя е дъщеря на маркграф Фридрих II Стари от Бранденбург-Ансбах-Кулмбах (1460–1536) и принцеса София Ягелонка от Полша (1464–1512), дъщеря на крал Кажимеж IV Ягелончик от Полша. Тя е внучка на Албрехт Ахилес, курфюрст на Бранденбург.
Тя се омъжва на 29 септември 1510 г. в Пласенбург над Кулмбах за ландграф Георг III фон Лойхтенберг (1502–1555). Зестрата ѝ е 10 000 гулдена. Тя трябва да получи от съпруга си вдовишките 3000 гулдена.
Барбара е погребана в църквата „Мария Химелфарт“ в Пфраймд под плоча от червен мрамор с герб и надпис.

## Деца
Барбара и Георг III имат децата:
- Георг IV († 1553)
- Лудвиг Хайнрих (1529–1567), ландграф на Лойхтенберг

∞ 1549 графиня Матилда (Мехтхилд) фон Марк-Аренберг (1530-1603)
- Елизабет (1537/8–1579)

∞ 1559 граф Йохан VI от Насау-Диленбург (1536–1606)
- Барбара